# 趙繕
趙繕（1427年—？），字希成，山東東昌府臨清縣人，明朝政治人物。

## 生平
山東鄉試第八十八名舉人。天順四年（1460年）庚辰科會試第九十七名，殿試登進士第三甲第十八名。天順七年十二月（1464年）擢工部虞衡司主事。
成化十七年（1481年），由禮部郎中陞河南布政使司右參政。

## 家族
曾祖趙信。祖父趙桓，曾任武清縣主簿。父趙鑑，曾任渭源縣典史。